# Irminon
Irminon est un abbé de l'abbaye de Saint-Germain-des-Prés, alors près de Paris, sous Charlemagne et Louis le Débonnaire. Chroniqueur, il est attesté de 811 à 823 ; la date de 826, pour son décès, n'est que probable.
Il a laissé un Polyptyque, ou Pouillé de son abbaye, précieux pour l'histoire de la condition des personnes et des terres à cette époque. Il a été publié par Benjamin Guérard en 1845.

## Source
Cet article comprend des extraits du Dictionnaire Bouillet. Il est possible de supprimer cette indication, si le texte reflète le savoir actuel sur ce thème, si les sources sont citées, s'il satisfait aux exigences linguistiques actuelles et s'il ne contient pas de propos qui vont à l'encontre des règles de neutralité de Wikipédia.
- Bibliothèque nationale de France